# Gyenge izospin
A gyenge izospin – T-vel vagy IW-vel is jelölhetjük – a gyenge kölcsönhatás SU(2)–mértékszimmetriájához kapcsolódó megmaradó mennyiség. Nevét az ugyancsak SU(2)-höz kapcsolható izospin és spin analógiájára kapta, bár ezektől teljesen független mennyiség. Ez a szimmetria spontán szimmetriasértéssel sérül, amivel eltér az elektromágneses kölcsönhatás U(1) és az erős kölcsönhatás SU(3)-szimmetriájának viselkedésétől.

## Részecskemultiplettjei
A balkezes leptonok és a balkezes kvarkok részt vesznek gyenge kölcsönhatásban, őket az alábbi módon lehet a gyenge SU(2) – szokásos jelölése SU(2)W – definiáló ábrázolásába, azaz dublettjébe besorolni:
{\displaystyle {\nu _{e} \choose e}_{L}{\nu _{\mu } \choose \mu }_{L}{\nu _{\tau } \choose \tau }_{L}{u \choose d}_{L}{c \choose s}_{L}{t \choose b}_{L}}
A gyenge mértékbozonok a W+, Z0 és W- részecskék a mértékelméletek szokott módján az adjungált ábrázoláshoz, azaz jelen esetben a tripletthez tartoznak. A szimmetria sérülése miatt az itt feltüntetett alacsony energiájú, sértés utáni állapotok tömege egy-egy multipletten belül is jelentősen eltérhet egymástól, ill. a mértékbozonoknak azért van egyáltalán tömege, mert a szimmetria sérül.
A szimmetria sérülése a standard modellben spontán szimmetriasértés útján valósul meg, amit az egyelőre hipotetikus Higgs-bozon sajátos önkölcsönhatási tere miatt megy végbe. A sértés előtt "a" Higgs-bozon egy dublettbe tartozó tömeg nélküli két részecske:
{\displaystyle {H^{+} \choose H^{0}}}
ami komplex kifejezés lévén négy szabadsági fokot jelent. A Higgs-mechanizmus során ezekből három egyesül a sértés előtt még szintén tömeg nélküli mértékbozonokkal és végeredményben lesz három tömeges mértékbozonunk, amit megfigyelhetünk, valamint visszamarad egy semleges tömeges Higgs-bozon aminek megtalálása jelenleg a részecskefizika frontvonalába tartozik.

### Gyenge keveredési szög
A sértés utáni Z0-bozon nem egyezik meg a sértés előtti semleges gyenge mértékbozonnal, mert a sértés és a Higgs-mechanizmus során keveredik a sértés előtti hipertöltés bozonjával. Így két keverék bozonunk lesz a végén, az egyik a tömeges Z-bozon, a másik a tömeg nélküli foton. Az elektromágneses térben tehát benne van a sértés előtti egzakt gyenge kölcsönhatás maradéka is. 
A keveredés szögét gyenge keveredési szögnek nevezzük, és általában ΘW-vel ("weak") jelöljük. A szög neve eleinte Weinberg-szög volt, innen eredt a W jel, de az anekdota szerint egy konferencián – ahol Glashow is ott volt és aki a névre felfortyant, hogy ezt ő már Weinberg előtt felírta és használta –, a következő előadó, hogy előre megírt írásvetítő fóliáit mentse, szerencsésen "Weak"-re mentette a szög nevét a később Glashow-Weinberg-Salam modellként ismert elektrongyenge elméletben.

### CKM-mátrix
Fontos kihangsúlyozni, hogy a fenti kvarkdublettek nem azonosak az erős kölcsönhatás izospinjének kvarkdublettjeivel – ez utóbbiból csak az elsőt, az izospindublettet szokás használni –, mert a két kölcsönhatás tömeg-sajátállapotai nem esnek egybe. A kettő között a Cabibbo-szög ill. a Cabibbo–Kobajasi–Maszkava-mátrix teremt kapcsolatot.